# Latisana
Latisana ist eine Stadt mit 13.226 Einwohnern (Stand 31. Dezember 2023) in der italienischen Region Friaul-Julisch Venetien.

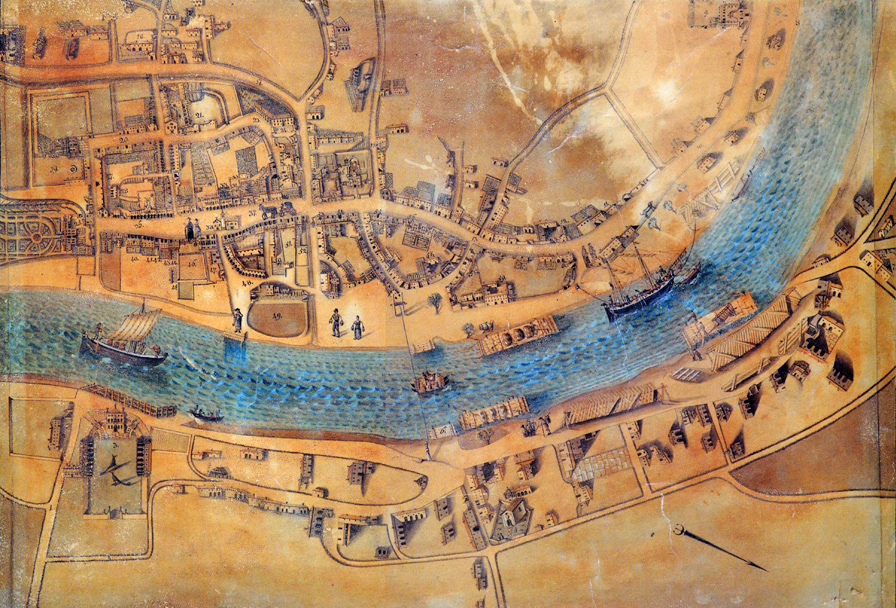
Karte von Latisana aus dem Jahr 1746

## Geografische Lage
Latisana liegt etwa 20 km landeinwärts der beiden Badegroßstädte Lignano Sabbiadoro und Bibione direkt an der Autobahn A4 zwischen Venedig und Triest. Latisana besitzt eine eigene Autobahnabfahrt von der A 4. Von hier führt die Schnellstraße SS 354 nach Lignano Sabbiadoro. Latisana liegt am Fluss Tagliamento, der Friaul-Julisch Venetien von Venetien trennt. Die venetianische Nachbarstadt San Michele al Tagliamento ist nur durch den Fluss von Latisana getrennt.
Die Nachbargemeinden sind Lignano Sabbiadoro, Marano Lagunare, Palazzolo dello Stella, Precenicco, Ronchis und San Michele al Tagliamento (VE).

## Bahnhof
Durch Latisana führt die Bahnstrecke Venedig-Triest, die von RFI betrieben wird. Die täglich von 5 bis 23 Uhr auf dieser Strecke fahrenden Regionalzüge halten meist im Stundentakt am Bahnhof von Latisana. Fahrgäste gelangen von hier aus auch in wenige Fernzüge in die großen Metropolen Italiens. Zur Hauptverkehrszeit verkehren einige Regionalbahnen zur Anbindung an die stündliche Regionalbahn in Portogruaro. Neben dem Bahnhof existiert auch ein Busbahnhof mit Halten von etlichen Überland- und Stadtbussen der Verkehrsunternehmen Arriva, ATVO, ATAP und ATP.
| Zuggattung bzw. Linie | Streckenverlauf | Fahrzeug- material | Taktung       |
| --------------------- | --- | ------------------ | ------------- |
| RE                    | Triest – Monfalcone – Flughafen Triest – Cervignano-Aquileia-Grado – San Giorgio di Nogaro – Latisana-Lignano-Bibione – Portogruaro-Caorle – San Stino di Livenza – San Dona die Piave-Jesolo – Quarto d'Altino – Venedig Mestre – Venedig Santa Lucia |                    | stündlich     |
| R                     | Triest – Miramare – Bivio d'Aurisina – Sistiana-Visogliano – Monfalcone – Triest Flughafen – Cervignano-Aquileia-Grado – San Giorgio di Nogaro – Latisana-Lignano-Bibione – Portogruaro-Caorle |                    | vier Zugpaare |
| IC                    | Triest – Monfalcone – Triest Flughafen – Cervignano-Aquileia-Grado – San Giorgio di Nogaro – Latisana-Lignano-Bibione – Portogruaro-Caorle – San Dona die Piave-Jesolo – Venedig-Mestre – Padua – Therme Euganee-Abano-Montegrotto / Monselice – Rovigo – Ferrara – Bologna – Prato – Florenz Rifredi – Arezzo – Terontola-Cortona – Chiusi-Chianciano Therme – Orvieto – Orte – Rom | IC-Wagen           | zwei Zugpaare |
| FR AV                 | Triest – Monfalcone – Triest Flughafen – Cervignano-Aquileia-Grado – Latisana-Lignano-Bibione – Portogruaro-Caorle – San Dona di Piave-Jesolo – Venedig-Mestre – Padua – Vicenza – Verona – Peschiera del Garda – Brescia – Mailand | Frecciarossa       | ein Zugpaar   |
| FR AV                 | Triest – Monfalcone – Triest Flughafen – Cervignano-Aquileia-Grado – Latisana-Lignano-Bibione – Venedig-Mestre – (Padua – Vicenza – ) Verona – (Brescia – ) Mailand Porta Garibaldi – (Rho-Fiera Mailand – ) Turin Porta Susa – Turin Porta Nuova | Frecciarossa       | ein Zugpaar   |

Betreiber aller genannter Zuggattungen/Linien ist Trenitalia

## Sehenswürdigkeiten
Latisana verfügt über ein altes Zentrum mit einer Domkirche.

## Weinbau
Unter der Bezeichnung „Friuli Latisana“ werden seit 1975 Weine mit „kontrollierter Herkunftsbezeichnung“ (Denominazione di origine controllata – DOC) in Verkehr gebracht. Die DOC wurde zuletzt am 7. März 2014 aktualisiert.

### Anbaugebiet
In folgenden Gemeinden ist der An- und Ausbau gestattet: Varmo, Rivignano, Ronchis, Latisana, Precenicco, Palazzolo dello Stella, Pocenia, Teor und Lignano Sabbiadoro. In Teilen der folgenden Gemeinden darf Friuli Latisana ebenfalls hergestellt werden: Morsano al Tagliamento, Muzzana del Turgnano und Castions di Strada.

### Herstellung
Es werden je acht verschiedene Rot- und Weißweine unter dieser Denominazione erzeugt, die sämtlich mindestens 85 % der angegebenen Rebsorte enthalten müssen. Weiterhin werden Cuvées mit folgender Spezifikation erzeugt:
- Friuli Latisana Bianco: mindestens 60 % Friulano, maximal 30 % Chardonnay und/oder Pinot Bianco
- Friuli Latisana Rosso und Rosato: mindestens 60 % Merlot, maximal 30 % Cabernet Sauvignon und/oder Cabernet Franc und/oder Carménère

## Söhne und Töchter der Stadt
- Anna Bonaiuto (* 1950), Schauspielerin
- Rosi Braidotti (* 1954), Philosophin
- Gianluca Pessotto (* 1970), Fußballspieler
- Simone Pavan (* 1974), Fußballspieler
- Franco Pellizotti (* 1978), Radrennfahrer
- Stefano Ramboni (* 1979), Rennfahrer
- Claudio Cucinotta (* 1982), Radrennfahrer
- Annalisa Cucinotta (* 1986), Radrennfahrerin
- Matteo Anzolin (* 2000), Fußballspieler